# Баден (курфюршество)
Курфюршество Баден — историческая территория в составе Священной Римской империи, созданная в ходе Наполеоновских войн из баденского маркграфства. Курфюршество было основано 27 апреля 1803 года одновременно с вступлением в силу Заключительного постановления имперской депутации: с упразднением духовных имперских княжеств один из трёх освободившихся титулов курфюрста был (по настоянию Франции) передан Бадену. В 1805 году, с подписанием Пресбургского мира, утверждавшего полный суверенитет Бадена, и тем самым его формальный выход из-под юрисдикции Священной Римской империи, курфюршеский титул окончательно потерял своё значение, и Баден в 1806 году был реорганизован в великое герцогство.

## История и территориальные приобретения
С вступлением в силу Люневильского мира и окончанием Второй коалиционной войны граница Империи с Францией была окончательно определена по Рейну, что для ряда германских княжеств означало потерю территорий; при этом договором была предусмотрена компенсация за эти земли, а именно: путём проведения секуляризации духовных княжеств в Германии. Баден, стремившийся в это время проводить по возможности нейтральную политику, а фактически союзную Наполеону, который, в свою очередь, стремился создать в южной Германии блок буферных государств (Баден, Вюртемберг и Бавария), стал одним из наиболее выигравших в этом процессе перемен. На руку Бадену сыграло и внезапное ослабление Курпфальца, объединённого с Баварией.
Первым этапом территориального расширения Бадена стало не только следование Заключительному постановлению имперской депутации 1803 года, и присоединение (уже с 1802 года) владений княжеств-епископств Констанц, Шпейер, Базель и Страсбург, многочисленных аббатств (напр. Петерсхаузен и Салем на Боденском озере), свободных имперских городов (Оффенбург, Целль-на-Хармерсбахе, Генгенбах, Юберлинген, Биберах, Пфуллендорф и Вимпфен (передан Гессен-Дармштадту)), но и приобретение значительной доли Курпфальца с городами Хайдельберг и Маннхайм. Баден таким образом удвоил свою территорию и население.
С окончательным поражением Австрии в третьей коалиционной войне, в которой Баден стоял на стороне Наполеона, и заключением Пресбургского мира в 1805 году Баден ещё более расширил свои владения в южном Шварцвальде и в Ортенау за счёт Передней Австрии, приобретя, в частности, города Фрайбург и Констанц.
Оформление Рейнского союза в 1806 году зафиксировало не только ситуацию французской гегемонии в Германии, но и выход Бадена из состава империи, что послужило прологом к произошедшему несколько позже отречению Франца II. В этом смысле титул курфюрста, и до того формальный, терял своё значение, и южногерманские государства были реорганизованы. Баденский курфюрст Карл Фридрих хоть и не получил от Наполеона королевский титул, как произошло с его вюртембергским и баварским «коллегами», а «всего лишь» великогерцогский, довольствовался дальнейшими территориальными приобретениями за счёт княжеств Фюрстенберг, Ляйнинген и Лёвенштайн-Вертхайм с общим населением более 300 000 человек.